# Maria Anna Ferdinanda di Braganza
Maria Anna Ferdinanda di Portogallo (Lisbona, 21 agosto 1843 – Dresda, 5 febbraio 1884) era un'infanta portoghese per nascita e divenne per matrimonio principessa ereditaria di Sassonia, ma a causa della sua prematura scomparsa non ascese mai al trono.

## Biografia
Maria Anna Ferdinanda era la maggiore dei figli sopravvissuti della regina Maria II del Portogallo, e del suo secondo marito, il re consorte Ferdinando, principe di Sassonia-Coburgo-Gotha.
Dopo la morte della madre nel 1853, quando Maria Anna aveva appena dieci anni, divenne la prima dama di corte, finché suo fratello maggiore, Pietro V del Portogallo, sposò nel maggio 1858 la principessa Stefania di Hohenzollern-Sigmaringen. Inizialmente le due cognate avevano un buon rapporto, in una lettera scritta nel 1859 ad Alberto, principe consorte, quando Stefania era già morta, il re Pietro V menziona che sua sorella fece commenti poco lusinghieri riguardo a sua moglie "per colpa della sua vanità femminile causata da uno status inferiore (…)”.
Il rapporto tra le cognate sembra aver avuto alti e bassi dall'arrivo di Stefania nel maggio 1858 e dal matrimonio di Maria Anna nel maggio 1859. 

## Matrimonio
Sposò, l'11 maggio 1859 al Palazzo di Bélem a Lisbona, il principe Giorgio di Sassonia (1832–1904), figlio del re Giovanni di Sassonia, appartenente al ramo cattolico della sua famiglia paterna. La regina Stefania cercò di organizzare una cerimonia brillante, ma, alla fine, il matrimonio si svolse in modo tranquillo e passò inosservato sia in Portogallo che in Sassonia. I novelli sposi trascorsero i loro primi giorni da sposati al Palazzo di Belém. Durante il loro breve soggiorno in Portogallo dopo la cerimonia, il principe Giorgio lasciò una brutta impressione alla famiglia reale portoghese, poiché "parlò a malapena con la sposa" e non assistette ad uno spettacolo teatrale al quale era stato invitato. Durante lo stesso spettacolo, Maria Anna, 15 anni, è stata vista piangere. La coppia partì per la Sassonia il 14 maggio. Maria Anna non poté portare con sé dame di compagnia portoghesi e durante il viaggio fu accompagnata solo dal fratello Luigi. Pietro V a proposito delle nozze scrive quanto segue: "le nozze di mia sorella con il principe Giorgio di Sassonia furono celebrate con più sfarzo che allegria. Al primo seguì un destino triste, poiché non lasciò simpatie e le persone che lo incontrarono spesso se ne andarono con una pessima impressione".
Il matrimonio non fu felice, secondo lo storico Eduardo Nobre che sostiene che il principe "non fu all'altezza delle aspettative e delle qualità dell'infanta portoghese". Nonostante i loro problemi, ebbero otto figli:
- Maria Giovanna (19 giugno 1860-2 marzo 1861);
- Elisabetta Albertina (14 febbraio 1862-18 maggio 1863);
- Matilde (1862-1933);
- Federico Augusto III di Sassonia (25 maggio 1865-18 febbraio 1932);
- Maria Giuseppina (1867-1944), sposò l'arciduca Ottone Francesco d'Asburgo-Lorena;
- Giovanni Giorgio (10 luglio 1869-24 novembre 1938), sposò in prime nozze la duchessa Maria Isabella di Württemberg e in seconde nozze Maria Immacolata di Borbone-Due Sicilie;
- Massimiliano (17 novembre 1870-12 gennaio 1951);
- Alberto Carlo (25 febbraio 1875-16 settembre 1900).

Sebbene rinunciasse alle sue pretese al trono portoghese quando si sposò, Maria Anna avrebbe potuto ancora diventare regina se la linea maschile si fosse estinta. Questa situazione quasi si verificò nel 1861, quando il re Pietro V e due degli altri suoi fratelli morirono di febbre tifoide e non lasciarono figli. Tuttavia, questa ipotesi fu completamente accantonata quando suo fratello, il re Luigi I, sposò la principessa Maria Pia di Savoia ed ebbe due figli, il futuro Carlo I e l'Infante Alfonso. Nonostante tutto, è improbabile che Maria Anna abbia mai dato grande importanza a questa ipotesi a causa del suo matrimonio travagliato e dei tanti figli.

## Morte
Intorno al 1883, il suo figlio più giovane, Alberto Carlo, si ammalò gravemente. Maria Anna si prese cura di lui per diversi mesi fino a quando guarì. Questo sforzo le fu fatale, siccome morì di sfinimento, il 5 febbraio 1884 prima che il marito diventasse re.
Suo cognato Alberto di Sassonia, succedette al padre nel 1873, ma poiché non aveva figli, l'erede al trono era Giorgio.
Maria Anna Ferdinanda non divenne mai regina poiché il cognato morì nel 1902 e suo marito divenne re quand'ella era ormai morta da diciotto anni. Suo figlio divenne re nel 1904 con il nome di Federico Augusto III: fu l'ultimo re di Sassonia.

## Ascendenza
|                                       |                            |                                         | Genitori                               |  |  | Nonni |  |  | Bisnonni                                        |  |  | Trisnonni                                     |  |
|                                       |                            |                                         |                                        |  |  |       |  |  | Francesco Federico di Sassonia-Coburgo-Saalfeld |  |  | Ernesto Federico di Sassonia-Coburgo-Saalfeld |  |
|                                       |                            |                                         |                                        |  |  |       |  |  | Francesco Federico di Sassonia-Coburgo-Saalfeld |  |  | Ernesto Federico di Sassonia-Coburgo-Saalfeld |  |
|                                       |                            | Sofia Antonia di Brunswick-Wolfenbüttel |                                        |  |  |       |  |  | Francesco Federico di Sassonia-Coburgo-Saalfeld |  |  |                                               |  |
| Ferdinando di Sassonia-Coburgo-Kohary |                            |                                         |                                        |  |  |       |  |  | Francesco Federico di Sassonia-Coburgo-Saalfeld |  |  |                                               |  |
|                                       |                            | Augusta di Reuss-Ebersdorf              | Enrico XXIV di Reuss-Ebersdorf         |  |  |       |  |  |                                                 |  |  |                                               |  |
|                                       |                            | Augusta di Reuss-Ebersdorf              | Enrico XXIV di Reuss-Ebersdorf         |  |  |       |  |  |                                                 |  |  |                                               |  |
|                                       |                            | Augusta di Reuss-Ebersdorf              | Carolina Ernestina de Erbach-Schönberg |  |  |       |  |  |                                                 |  |  |                                               |  |
| Ferdinando II del Portogallo          |                            | Augusta di Reuss-Ebersdorf              |                                        |  |  |       |  |  |                                                 |  |  |                                               |  |
|                                       |                            | Francesco Giuseppe di Koháry            | Ignaz II József Csabragi di Koháry     |  |  |       |  |  |                                                 |  |  |                                               |  |
|                                       |                            | Francesco Giuseppe di Koháry            | Ignaz II József Csabragi di Koháry     |  |  |       |  |  |                                                 |  |  |                                               |  |
|                                       |                            | Francesco Giuseppe di Koháry            | Maria Gabriella Cavriani               |  |  |       |  |  |                                                 |  |  |                                               |  |
| Maria Antonia di Koháry               |                            | Francesco Giuseppe di Koháry            |                                        |  |  |       |  |  |                                                 |  |  |                                               |  |
|                                       |                            | Maria Antonia di Waldstein              | Giorgio Cristiano di Waldstein         |  |  |       |  |  |                                                 |  |  |                                               |  |
|                                       |                            | Maria Antonia di Waldstein              | Giorgio Cristiano di Waldstein         |  |  |       |  |  |                                                 |  |  |                                               |  |
|                                       |                            | Maria Antonia di Waldstein              | Maria Isabella di Ulfeldt              |  |  |       |  |  |                                                 |  |  |                                               |  |
| Maria Anna Ferdinanda di Braganza     |                            | Maria Antonia di Waldstein              |                                        |  |  |       |  |  |                                                 |  |  |                                               |  |
|                                       | Giovanni VI del Portogallo | Pietro III del Portogallo               |                                        |  |  |       |  |  |                                                 |  |  |                                               |  |
|                                       | Giovanni VI del Portogallo | Pietro III del Portogallo               |                                        |  |  |       |  |  |                                                 |  |  |                                               |  |
|                                       | Giovanni VI del Portogallo | Maria I del Portogallo                  |                                        |  |  |       |  |  |                                                 |  |  |                                               |  |
| Pietro I del Brasile                  | Giovanni VI del Portogallo |                                         |                                        |  |  |       |  |  |                                                 |  |  |                                               |  |
|                                       |                            | Carlotta Gioacchina di Borbone-Spagna   | Carlo IV di Spagna                     |  |  |       |  |  |                                                 |  |  |                                               |  |
|                                       |                            | Carlotta Gioacchina di Borbone-Spagna   | Carlo IV di Spagna                     |  |  |       |  |  |                                                 |  |  |                                               |  |
|                                       |                            | Carlotta Gioacchina di Borbone-Spagna   | Maria Luisa di Borbone-Parma           |  |  |       |  |  |                                                 |  |  |                                               |  |
| Maria II del Portogallo               |                            | Carlotta Gioacchina di Borbone-Spagna   |                                        |  |  |       |  |  |                                                 |  |  |                                               |  |
|                                       |                            | Francesco II d'Asburgo-Lorena           | Leopoldo II d'Asburgo-Lorena           |  |  |       |  |  |                                                 |  |  |                                               |  |
|                                       |                            | Francesco II d'Asburgo-Lorena           | Leopoldo II d'Asburgo-Lorena           |  |  |       |  |  |                                                 |  |  |                                               |  |
|                                       |                            | Francesco II d'Asburgo-Lorena           | Maria Luisa di Borbone-Spagna          |  |  |       |  |  |                                                 |  |  |                                               |  |
| Maria Leopoldina d'Asburgo-Lorena     |                            | Francesco II d'Asburgo-Lorena           |                                        |  |  |       |  |  |                                                 |  |  |                                               |  |
|                                       |                            | Maria Teresa di Borbone-Due Sicilie     | Ferdinando I delle Due Sicilie         |  |  |       |  |  |                                                 |  |  |                                               |  |
|                                       |                            | Maria Teresa di Borbone-Due Sicilie     | Ferdinando I delle Due Sicilie         |  |  |       |  |  |                                                 |  |  |                                               |  |
|                                       |                            | Maria Teresa di Borbone-Due Sicilie     | Maria Carolina d'Asburgo-Lorena        |  |  |       |  |  |                                                 |  |  |                                               |  |
|                                       |                            | Maria Teresa di Borbone-Due Sicilie     |                                        |  |  |       |  |  |                                                 |  |  |                                               |  |